# Зелёная (Омская область)
Зелёная — деревня в Колосовском районе Омской области. Входит в состав Талбакульского сельского поселения.

## История
Основана в 1907 году. В 1928 году посёлок Ильинский состоял из 79 хозяйств, основное население — русские. В административном отношении являлся центром Ильинского сельсовета Нижне-Колосовского района Тарского округа Сибирского края. В 1964 году указом Президиума Верховного Совета РСФСР деревня Ильинка переименована в Зелёную.

## Население
| 1926 | 2010 |
| ---- | ---- |
| 438  | ↘112 |

## Улицы
В деревне имеются две улицы: Ильинская и Хуторская.